# Catadelphops nasutus
Catadelphops nasutus är en stekelart som först beskrevs av Heinrich 1962.  Catadelphops nasutus ingår i släktet Catadelphops och familjen brokparasitsteklar. Inga underarter finns listade.